# Lycaste deppei
Lycaste deppei là một loài thực vật có hoa trong họ Lan. Loài này được (Lodd. ex Lindl.) Lindl. mô tả khoa học đầu tiên năm 1843.

## Hình ảnh

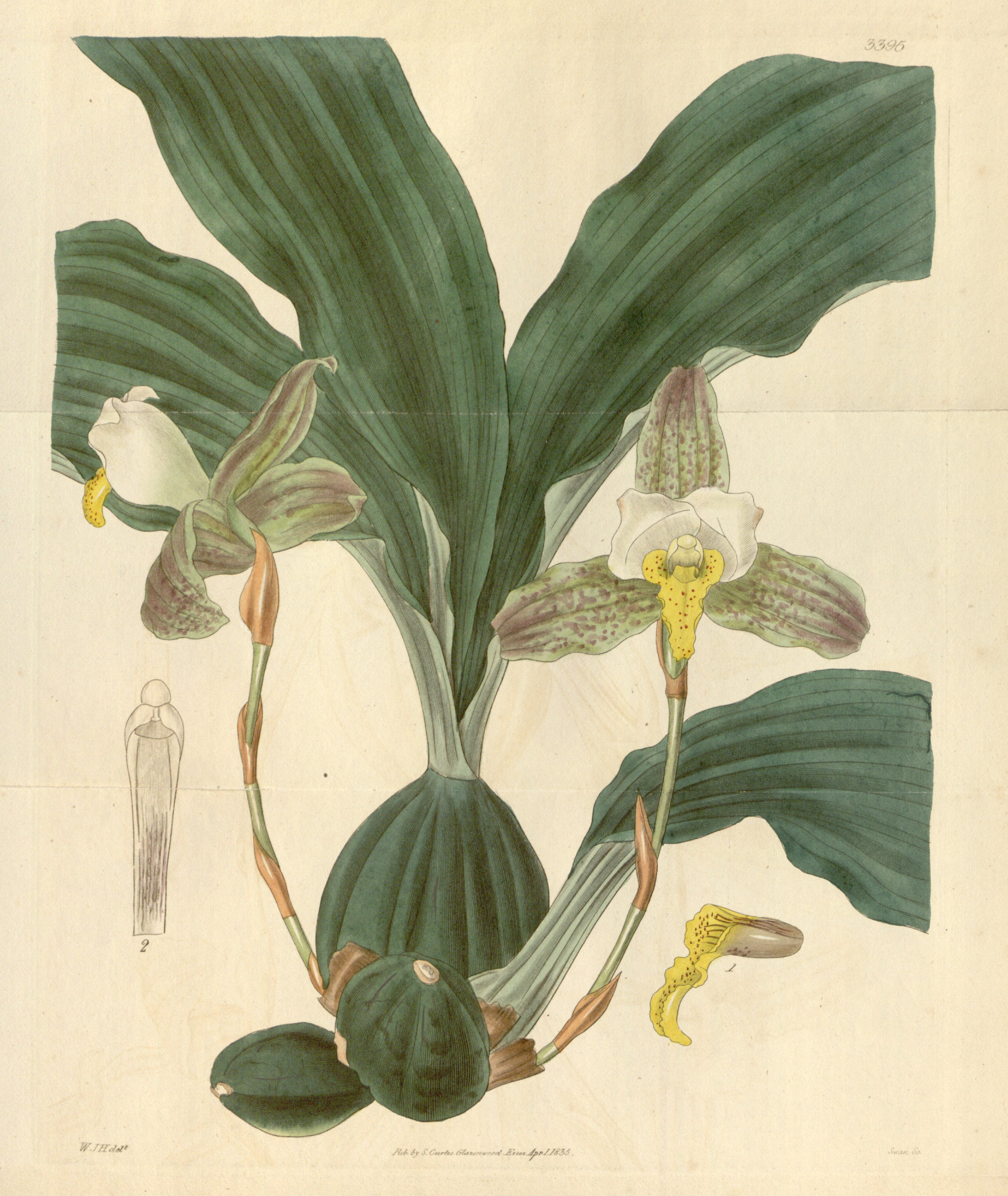